# Gmina związkowa Wörrstadt
Gmina związkowa Wörrstadt (niem. Verbandsgemeinde Wörrstadt) – gmina związkowa w Niemczech, w kraju związkowym Nadrenia-Palatynat, w powiecie Alzey-Worms. Siedziba gminy związkowej znajduje się w mieście Wörrstadt.

## Podział administracyjny
Gmina związkowa zrzesza trzynaście gmin, w tym jedną gminę miejską (Stadt) oraz dwanaście gmin wiejskich:
1. Armsheim
2. Ensheim
3. Gabsheim
4. Gau-Weinheim
5. Partenheim
6. Saulheim
7. Schornsheim
8. Spiesheim
9. Sulzheim
10. Udenheim
11. Vendersheim
12. Wallertheim
13. Wörrstadt